# 奥里涅
奥里涅（法語：Origné，法語發音：[ɔʁiɲe]）是法国马耶讷省的一个市镇，位于该省中南部，属于贡捷堡区。

## 地理
奥里涅（47°57'10"N, 0°43'47"W）面积10.05 平方千米，位于法国卢瓦尔河地区大区马耶讷省，该省份为法国西北部内陆省份，北起芒什省和奧恩省，西接伊勒-维莱讷省，南至曼恩-卢瓦尔省，东临萨尔特省。
与奥里涅接壤的市镇（或旧市镇、城区）包括：维宽河畔尼耶、昂特拉姆、乌赛、克莱讷圣戈、维利耶沙勒马涅。

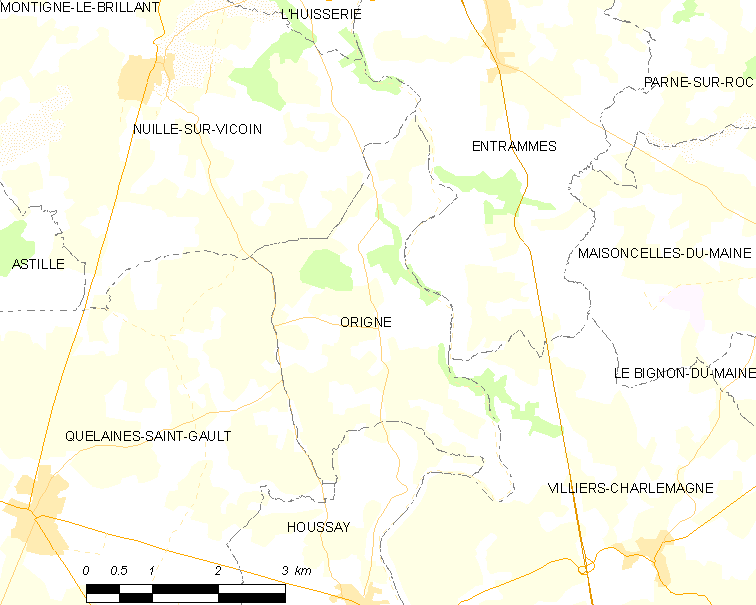
奥里涅的OSM定位图

奥里涅的时区为UTC+01:00、UTC+02:00（夏令时）。

## 行政
奥里涅的邮政编码为53360，INSEE市镇编码为53172。

## 政治
奥里涅所属的省级选区为马耶讷河畔贡捷堡第一县。

## 人口

1962-2008年间奥里涅人口变化图示

奥里涅于2022年1月1日时的人口数量为394人。